# Cornus rugosa
Cornus rugosa — вид квіткових рослин із родини деренових (Cornaceae). Поширений у східній частині Сполучених Штатів і Канади. Це кущ до 5 метрів заввишки; листки волосисті; пелюстки білі; кістянки блідо-сині. Використовується як ліки й декоративна рослина.

## Морфологічна характеристика
Це кущ до 5 метрів заввишки; наявні кореневища. Стебла поодинокі; кора рожева, світло-бордова або зелена, не пробкова, нещільно бородавчаста. Гілочки жовто-зелені, з розкиданими волосками. Листкова ніжка 10–23 мм; листкова пластинка майже округла чи широко-яйцеподібна, 7–15 × 5–14 см, верхівка різко загострена, абаксіальна поверхня блідо-зелена, волоски прямі, щільні, пучки випростаних волосків присутні в пазухах вторинних жилок, адаксіальна поверхня темно-зелена, волоски притиснуті чи випростані. Суцвіття 5–7 см у діаметрі. Квітки: гіпантій знизу чашолистків звужений, притиснуто-запушений; чашолистки 0.2–0.4 мм; пелюстки білі, 2.6–3.8 мм. Кістянки блідо-сині, кулясті, 5–8 мм; кісточка куляста, 4 мм, злегка ребриста, верхівка ямчаста. 2n = 22.

## Середовище проживання
Канада (Квебек, о. Принца Едуарда, Манітоба, Нью-Брансвік, Нова Шотландія, Онтаріо); США (Округ Колумбія, Делавер, Коннектикут, Північна Дакота, Нью-Йорк, Нью-Джерсі, Нью-Гемпшир, Міннесота, Мічиган, Массачусетс, Мериленд, Мен, Айова, Індіана, Іллінойс, Огайо, Пенсільванія, Род-Айленд, Вермонт, Вірджинія, Західна Вірджинія, Вісконсин). Населяє лісисті схили, ліси, береги струмків, береги озер; на висотах 0–2000 метрів.

## Використання
Рослину іноді збирають із дикої природи для місцевого використання як ліки; вирощується як декоративна рослина в садах.

## Галерея

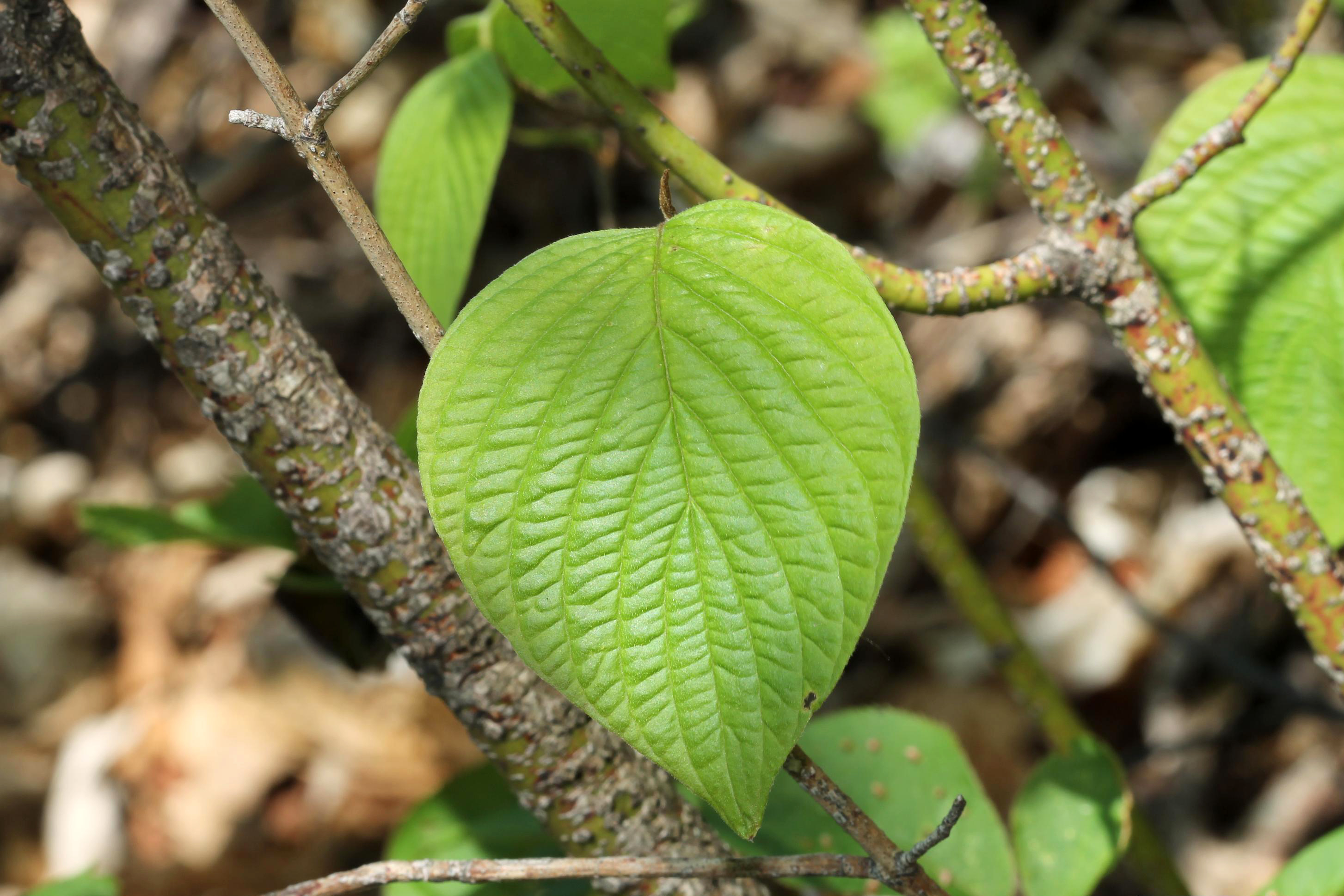
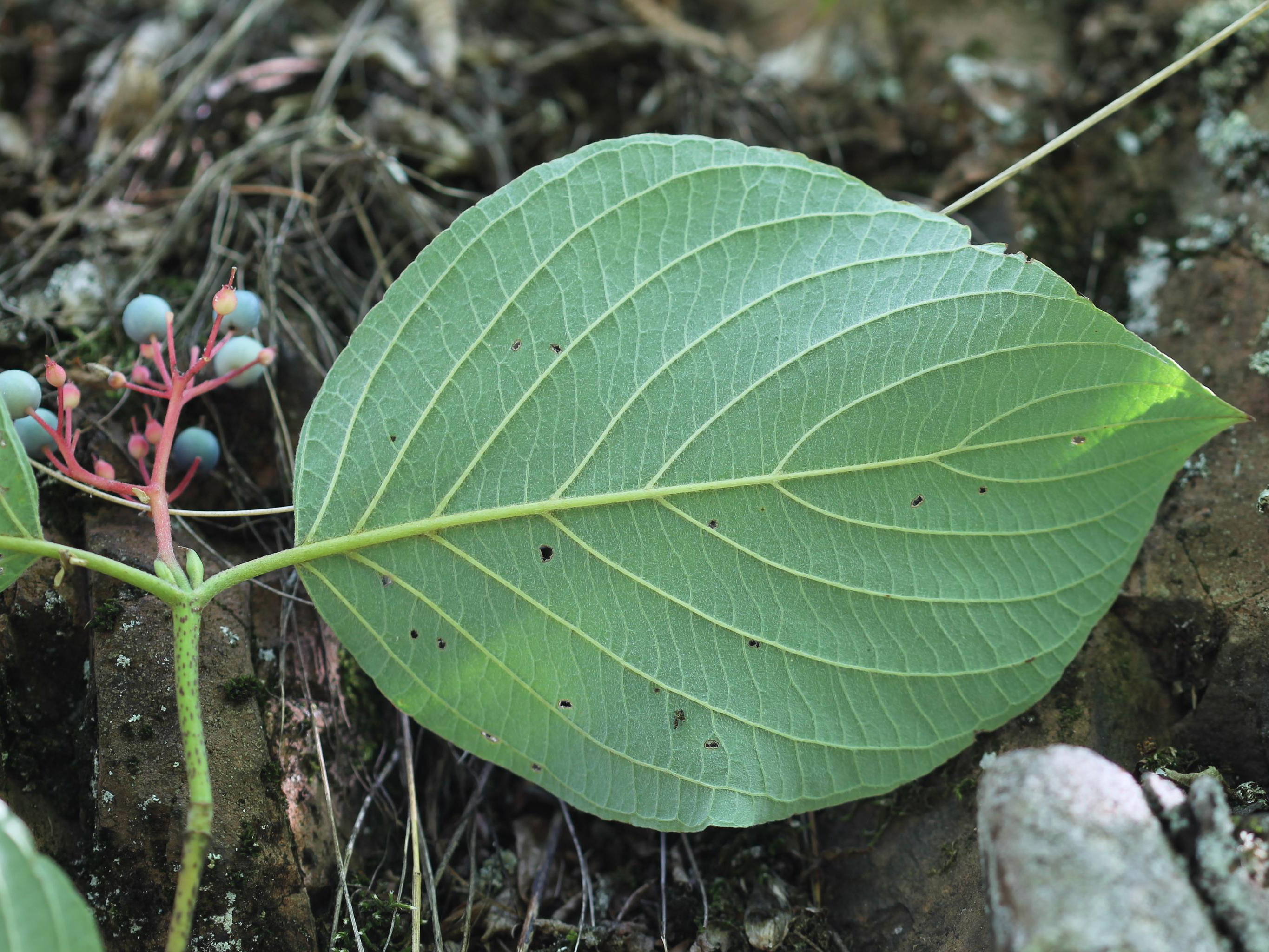
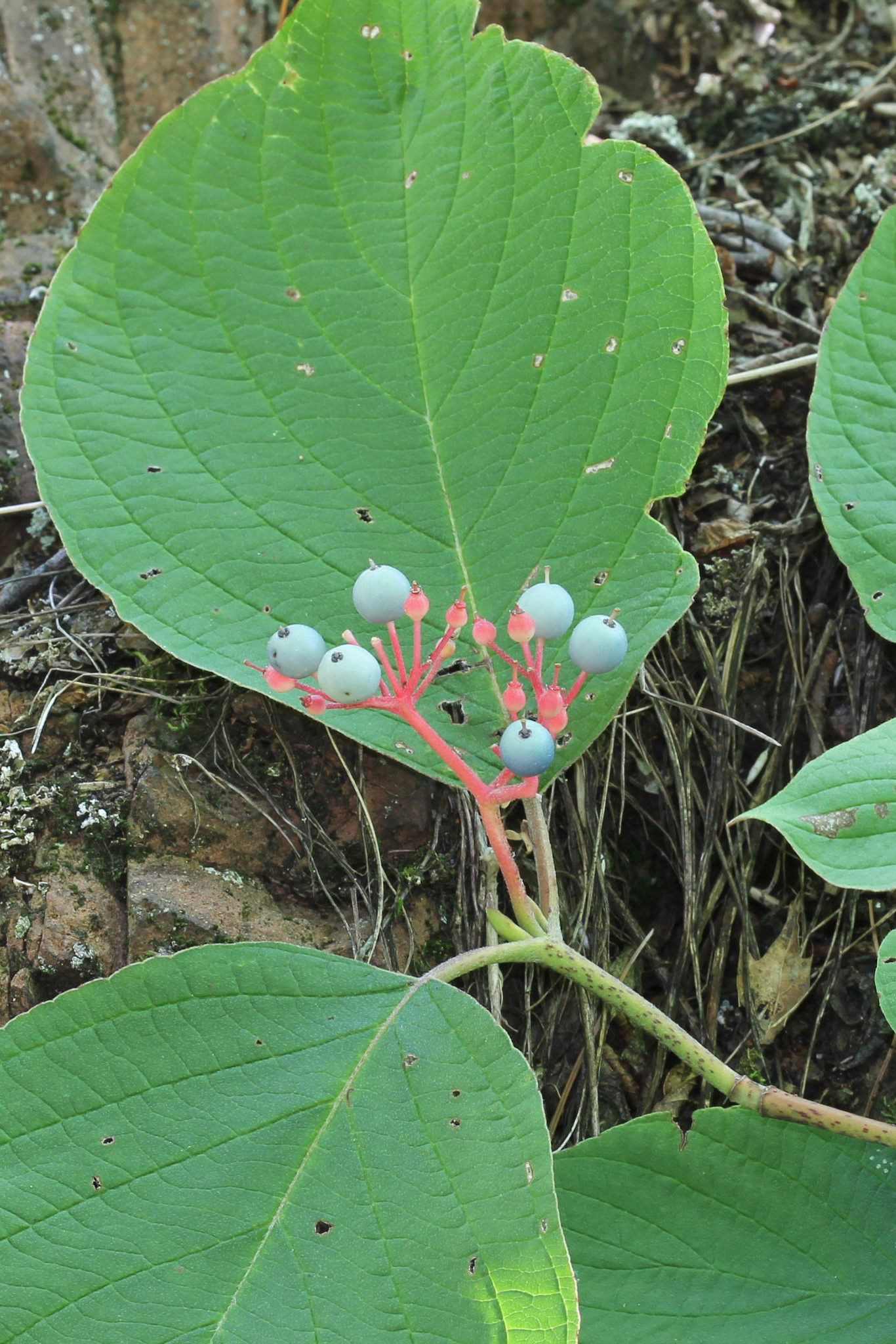
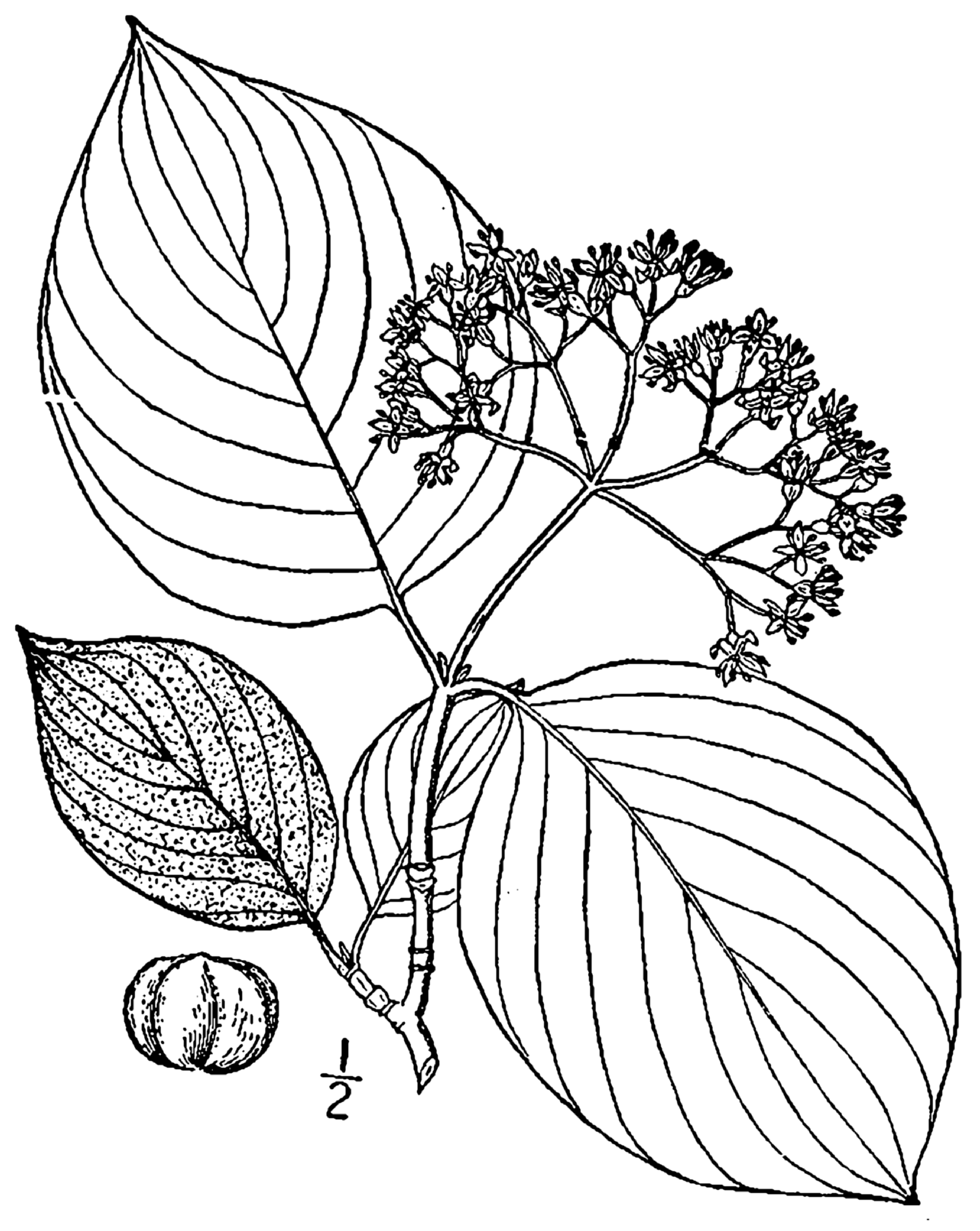